# Dini Kerkmeester
Alberdina Geertruida (Dini) Verheij-Kerkmeester (Utrecht, 6 december 1921 – Mora, 16 juni 1990) was een Nederlands zwemster, gespecialiseerd in de rugslag. Ze zwom bij de ODZ en nam deel aan de Olympische Zomerspelen 1936 in Berlijn.

## Biografie
De pas 14-jarige Dini Kerkmeester wist zichzelf volgens de pers in juli 1936 te overtreffen, door op de nationale kampioenschappen de 100 meter rugslag in dezelfde tijd als Nida Senff te zwemmen. Ze mocht daardoor als jongste Nederlandse deelnemer, en met rugslagzwemsters Senff en Rie Mastenbroek, naar de Olympische Zomerspelen in Berlijn. Kerkmeester werd er achtste.
Eind 1936 en begin 1937 zwom ze twee keer kort na elkaar onder een bestaand wereldrecord. In december deed ze dit op de 400 meter rugslag, al was Rie Mastenbroek nog sneller. En in februari zwom Senff een nieuw wereldrecord op de 200 meter rugslag, met ook Iet van Feggelen en Kerkmeester die tijden onder het oude record behaalden. De jaren erna moest Kerkmeester het meestal afleggen tegen Cor Kint en Van Feggelen. In 1939 en 1940 werd ze nog wel derde op de nationale kampioenschappen.

## Privé
Kerkmeester huwde in november 1961 met C.W. Verheij.